# Золочівське (Старомерчицький старостинський округ)
Зо́лочівське —  село в Україні, у Валківській міській громаді Богодухівського району Харківської області. Населення становить 1 осіб. До 2020 орган місцевого самоврядування — Старомерчицька селищна рада.

## Географія
Село Золочівське знаходиться за 2 км від річки Мокрий Мерчик, поруч протікає пересихаючий струмок на якому зроблено загата (~ 12 га). Примикає до села Добропілля, поруч багато садових ділянок. За 2 км від села проходить автомобільна дорога М03 (E40), за 3 км залізнична станція Огульці.

## Історія
12 червня 2020 року, розпорядженням Кабінету Міністрів України № 725-р «Про визначення адміністративних центрів та затвердження територій територіальних громад Харківської області», увійшло до складу Валківської міської громади.
19 липня 2020 року, в результаті адміністративно-територіальної реформи та ліквідації Валківського району, село увійшло до складу Богодухівського району.